# Mitilanoteri

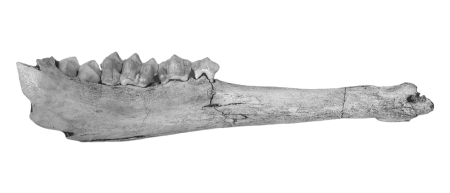
Mandíbula de Mitilanotherium

Mitilanotherium és un gènere extint de giràfid que visqué durant el Pliocè i el Plistocè a Europa.
Era un giràfid de mida mitjana, semblant a un ocapi actual, amb dos ossicons llargs que creixien directament sobre els seus ulls i unes extremitats relativament llargues i primes. Se n'han trobat restes fòssils a Grècia, Romania, Ucraïna i Espanya.